# Departament de Rivas
El Departament de Rivas és un departament de Nicaragua. La seva capital és la ciutat de Rivas. Ocupa tot l'anomenat Istme de Rivas que separa al Gran Llac de Nicaragua o Llac Cocibolca de l'Oceà Pacífic i comprèn a l'illa d'Ometepe.

## Municipis
1. Altagracia, Ometepe
2. Belén
3. Buenos Aires
4. Cárdenas
5. Moyogalpa, Ometepe
6. Rivas
7. San Juan del Sur
8. Tola
9. San Jorge
10. Potosí